# أبو خيثمة
أبو خيثمة زهير بن حرب هو زهير بن حرب بن شداد هكذا نسبه الخطيب في تاريخه وابن حجر في تهذيب التهذيب وتقريبه والخزرجي في الخلاصة وابن القيسراني في الجمع بين رجال الصحيحين، وقال الخطيب في تاريخه: كان جده أشتال فعرب وجعل شدادا.

## كنيته
يكنى أبا خيثمة بفتح المعجمة وإسكان المثناة تحت وبعدها مثلثة هكذا ضبط كنيته النووي في شرحه أول حديث في صحيح مسلم ويوافقه في هذه الكنية، وفي الاسم أيضا أبو خيثمة زهير بن معاوية الكوفي من رجال الكتب الستة إلا أنه قلبه في الطبقة فولادته سنة مائة ووفاته سنة أربع وسبعين مائه.

## نسبته
يقال له النسائي نسبة إلى نسا مدينة بخراسان. قال البخاري في التاريخ الكبير: أصله من نسامات ببغداد. وقال الحافظ ابن حجر في التقريب: النسائي نزيل بغداد: ويقال له الحرشي بفتح المهملين بعدهما معجمة هكذا نسبه وضبط نسبتة الخزرجي في الخلاصة وعقبها بقوله: مولاهم، ونسبه هذه النسبة الحافظ في تهذيب التهذيب وقال مولى بن الحريش بن كعب، ونسبه ابن القيسراني في الجمع بين رجال الصحيحين. فقال الشامي: ولم أر هذه النسبة في غيره والظاهر أنه خطأ.

## ممن روى عنهم
روى أبو خيثمة عن كثير من الأئمة فروى عن الحسن بن موسى الأشيب جرير بن عبد الحميد ويعقوب بن إبراهيم بن سعد ومحمد ابن فضيل ووكيع وسفيان بن عيينة وإسماعيل بن علية ويزيد بن هارون وعمرو بن يونس ويحيى بن سعيد القطان وأبي الوليد الطيالسي وعفان بن مسلم وعبد الله بن نمير وروح بن عبادة وأبي معاوية وعبد الله بن إدريس وهشيم بن بشير ومعن ابن عيسى وزيد بن الحباب وعبد الرزاق وعثمان بن عمر العبدي وغيرهم.

## ممن رووا عنه
روى عنه البخاري ومسلم في صحيحيهما وأبو داود وابن ماجه في سننهما وابنه أبو بكر أحمد بن أبي خيثمة وأبو زرعة وأبو حاتم الرازيان وبقي بن مخلد وإبراهيم الحربي وموسى بن هارون وابن أبي الدنيا ويعقوب بن شيبة وأبو يعلى الموصلي وعباس الدوري وغيرهم.

## من خرج حديثه
خرج حديثه البخاري ومسلم في صحيحيهما وأبو داود وابن ماجه في سننهما كل منهم روى عنه مباشرة وخرج حديثه النسائي في سننه بواسطة أحمد بن علي بن سعيد المروزي وقد أكثر الإمام مسلم من رواية حديثه في صحيحه إذ بلغ عدد ما رواه عنه فيه ألفا ومائتين وواحدا وثمانين حديثا كما نقل ذلك الحافظ ابن حجر في تهذيب التهذيب وقال في التقريب: روى عنه مسلم أكثر من ألف حديث انتهى وقد افتتح مسلم صحيحه بالرواية عنه إذ روى عنه أول حديث في كتاب الإيمان من صحيحه وهو أول كتب الصحيح.

## ثناء الأئمة عليه
اتفق الأئمة على توثيقه والثناء عليه ولم يذكروه إلا بخير قال فيه ابن معين: ثقة، وقال أيضا: يكفي قبيلة، وقال أبو حاتم الرازي: صدوق، وقال يعقوب بن شيبة: هو أثبت من أبي بكر بن أبي شيبة، وقال الفريابي: سألت ابن نمير عن أبي خيثمة وأبي بكر بن أبي شيبة أيهما أحب إليك أبو خيثمة أو أبو بكر فقال: أبو خيثمة وجعل يطربه، وقال الآجري: قلت لأبي داود: كان أبو خيثمة حجة في الرجال؟ قال: ما كان أحسن حديثه، وقال الحسين بن الفهم: ثقة ثبت، وقال أبو بكر الخطيب في تاريخه: كان ثقة ثبتاً، وقال ابن وضاح: ثقة من البغوي: كتبت عنه، وقال ابن قانع: كان ثقة ثبتاً، وقال ابن وضاح: ثقة من الثقات لقيته ببغداد، وقال الذهبي في العبر: الإمام الحافظ رحل وكتب الكثير عن هشيم وطبقته وصنف وقال في تذكرة الحفاظ: الحافظ الكبير محدث بغداد، وقال الحافظ في التقريب: ثقة ثبت، وقال ابن القيسراني في الجمع بين رجال الصحيحين: كان متقنا ضابطا،ً وقال ابن ناصر الدين كما في شذرات الذهب لابن العماد: ثقة، وقال ابن حبان في الثقات: كان متقنا ضابطا من أقران أحمد ويحي بن معين.

## آثاره
قال الذهبي في العبر: رحل وكتب الكثير وصنف وقال في أول كتابه الميزان وقد ألف الحفاظ مصنفات جمة في الجرح والتعديل ما بين اختصار وتطويل ثم ذكر أن أول من جمع كلامه في ذلك يحي ابن سعيد القطان وتكلم في ذلك بعده تلامذته وسمى فيهم أبا خيثمة، ومن مؤلفاته المسند ذكره الكتاني في الرسالة المستطرفة ص63 ومنها كتاب العلم ويوجد منه نسختان مخطوطتان في المكتبة الظاهرية بدمشق إحداهما في المجموع رقم 94 والثانية في المجموع رقم 120 وقد طبع في المطبعة العمومية بدمشق بتحقيق الشيخ ناصر الدين الألباني.

## وفاته
توفي الإمام أبو خيثمة سنة أربع وثلاثين ومائتين أرخ وفاته في هذه السنة الإمام البخاري في التاريخ الكبير وابن القيسراني في الجمع بين رجال الصحيحين والذهبي في التذكرة وفي العبر والخطيب في تاريخه نقله عن ابنه أبي بكر وعن مطين وعبيد ابن محمد خلف البزار، والحافظ في تقريب التهذيب، وابن كثير في البداية والنهاية، وابن العماد في شذرات، الذهب واتفقت الأقوال على أنه مات في هذه السنة إلا قولا ذكره الخطيب في تاريخه عن أبي غالب علي بن أحمد بن النصر وقال الخطيب: هذا وهم، وكانت وفاته في بغداد ذكره البخاري في التاريخ الكبير والذهبي في العبر، وقد ذكر البخاري في التاريخ وابن القيسراني في الجمع بين رجال الصحيحين أن وفاته في شهر ربيع الآخر، ونقل الخطيب عن أبيه أبي بكر أنه قال: ولد أبي زهير بن حرب سنة ستين ومائة، ومات ليلة الخميس لسبع ليال خلون من شعبان سنة أربع وثلاثين ومائتين في خلافة جعفر المتوكل وهو ابن أربع وسبعين سنة وكذا ذكر الذهبي في العبر أن وفاته في شعبان وأظهر القولين في تعيين الشهر الذي مات فيه ما قاله ابنه لكونه أخص به وأدرى من غيره في ذلك، وقد ذكر مدة عمره وأنها أربع وسبعون سنة سوى ابنه ابن القيسراني في الجمع بين رجال الصحيحين والذهبي في التذكرة وفي العبر والحافظ ابن حجر في التقريب.

## ممن ترجم له
1. الذهبي في العبر 1/416، وتذكرة الحفاظ 2/34 .
2. وابن حجر في تهذيب التهذيب 3/342 ، والتقريب 1/264 .
3. والخزرجي في الخلاصة 104 .
4. والخطيب في تاريخ بغداد 8/482 .
5. وابن القيسراني في الجمع بين رجال الصحيحين 153 .
6. والبخاري في التاريخ الكبير 1/2-392 .
7. وابن أبي حاتم في الجرح والتعديل 2/1-591 .
8. وابن العماد في شذرات الذهب 2/80 .